# Day of reckoning
Day Of Reckoning es el undécimo álbum de larga duración del grupo alemán de thrash metal Destruction, publicado en 2011. 

## Listado de temas
1. "The Price" - 3:39
2. "Hate Is My Fuel" - 4:24
3. "Armageddonizer" - 4:09
4. "Devil’s Advocate" - 4:18
5. "Day Of Reckoning" - 3:58
6. "Sorcerer Of Black Magic" - 4:25
7. "Misfit" - 4:26
8. "The Demon Is God" - 5:11
9. "Church Of Disgust" - 4:05
10. "Destroyer Or Creator" - 3:09
11. "Sheep Of The Regime" - 4:59

### Bonus Tracks en la Edición Limitada
12. "Stand Up And Shout" (Dio Cover)

13. "The Price" (demo)

## Créditos
- Marcel "Schmier" Schirmer - Bajo, vocalista
- Mike Sifringer - Guitarra
- Vaaver - Batería

- Datos: Q1931987